# Det er mig der holder trærne sammen
Det er mig der holder trærne sammen is het tweede album van de Deense muziekgroep Under Byen, dat in 2004 in Nederland en België werd uitgegeven door Excelsior Recordings.

## Opnamen
Het Deense Under Byen werd in 1995 opgericht door zangeres Henriette Sennenvaldt in Aarhus. In 1998 bracht de band haar eerste album Kyst uit. Het album werd erg goed ontvangen en in 2002 bracht de band haar tweede album Det er mig der holder trærne sammen uit. Hierna ging de band, ondanks dat zij enkel in het Deens zingt, op tournee door Europa. Op 8 januari 2004 mag de band een showcase geven op Eurosonic. Hier liet de band een goede indruk achter. Ferry Roseboom van Excelsior Recordings besloot hierop Det er mig der holder trærne sammen in de Benelux uit te geven.
Op 16 juli 2004 lag de cd in de Nederlandse winkels. De plaat werd positief ontvangen. Er werden vergelijkingen gemaakt met de IJslandse bands Sigur Rós en Múm. Ook werd de sprookjessfeer van de plaat door recensenten geroemd. Na de uitgave trad de band weer enkele malen op in Nederland en ook daarna keerde de band regelmatig terug op de Nederlandse podia. Het album werd uiteindelijk, door diverse platenmaatschappijen, uitgegeven in Denemarken, Nederland, België, Luxemburg, Frankrijk, Noorwegen, Duitsland, Oostenrijk, Zwitserland, Zweden en Japan. In 2006 bracht de band haar derde album Samme stof som stof uit. Ook dit album werd, ditmaal tegelijkertijd met de Deens release, uitgegeven door Excelsior.

## Muzikanten
- Henriette Sennenvaldt - zang
- Katrine Stochholm - piano, Wurlitzer, melodica, percussie, zang
- Thorbjørn Krogshede - piano, Wurlitzer
- Sara Saxild - basgitaar, contrabas
- Anders Stochholm - percussie, ukelele, trombone, moog, orgel
- Morten Larsen - drums
- Myrtha Wolf - cello, rietje
- Nils Grøndahl - viool, zingende zaag, lap-steelgitaar, gitaar

## Tracklist
1. Det er mig der holder træerne sammen
2. Plantage
3. Mission
4. Ride
5. Byen driver
6. Batteri generator
7. Legesag
8. Lenin
9. Om vinteren

Alle nummers zijn geschreven door Henriette Sennenvaldt, Katrine Stochholm en Thorbjørn Krogshede.